# 桃園市政府社會局
桃園市政府社會局（英：Department of Social Welfare, Taoyuan），桃園市政府社會局係所屬桃園市政府的一級機關。

## 歷史沿革
- 2014年12月25日：隨桃園縣正式升格直轄市，桃園縣政府社會局隨之更名為「桃園市政府社會局」。

## 組織

### 行政單位
- 人事室：依法辦理人事管理事項。
- 政風室：依法辦理政風事項。
- 會計室：依法辦理歲計、會計及統計事項。
- 秘書室：文書、檔案、出納、公文管理、事務、採購、財產管理、館舍新建與維護管理、公關及不屬於其他各單位事項。

### 業務單位
- 綜合企劃科：統籌本市社會福利政策、制度規劃及執行、本局施政計畫之規劃、社會福利績效考評規劃整合、研究發展及管制業務、法制、資訊等事項。
- 老人福利科：老人有關之權益維護、福利服務、文康休閒、長期照顧、社區照顧、及相關機構之監督與輔導等事項。
- 居家及社區長照服務科：居家式及社區式長期照顧服務機構、長期照顧服務機構法人之管理與輔導，居家式及社區式長期照顧服務與家庭照顧者支持服務管理等事項。
- 社會救助科：低收入戶生活扶助與照顧、急難救助、醫療補助、災害救助、遊民輔導、社會救助金專戶管理、公益勸募輔導、公益信託基金輔導與管理、國民年金所得未達一定標準補助及以工代賑等事項。
- 兒童及少年福利科：兒童及少年福利政策推動及相關權益維護與辦理各項福利服務、兒童及少年福利機構之立案、輔導與管理等事項。
- 身心障礙福利科：身心障礙者生活、托育扶助與照顧、機構及團體輔導與管理、福利需求評估、個案管理及生活重建服務、權益保障及公益彩券盈餘分配基金管理等事項。
- 人民團體科：人民團體輔導、辦理慶典活動、社區發展組織與輔導、志願服務、合作社輔導與籌組、財團法人社會福利基金會輔導及管理等事項。
- 社會工作科：脆弱家庭關懷服務、社會資源開發與整合、福利服務諮詢、福利服務方案之推動、社會工作專業訓練及社會工作師執業管理等事項。

### 所屬二級機關
- 桃園市政府家庭暴力暨性侵害防治中心[3][4]

## 外部連結
- 桃園市政府社會局 （页面存档备份，存于）（中文）

## 脚注
1. ↑  桃園市政府人事處.  (PDF). 桃園市政府人事處. （原始内容 (PDF)存档于2014-09-14）.
2. ↑  桃園市政府社會局組織規程 （页面存档备份，存于）.桃園市政府主管法規共用系統
3. ↑  .   [2020-05-24]. （原始内容存档于2020-05-17）.
4. ↑  組織架構 （页面存档备份，存于）.桃園市政府社會局.2020-02-24